# Ай да Пушкин, ай да сукин сын!
Ай да Пу́шкин, ай да су́кин сын! — шутливое восклицание А. С. Пушкина по поводу написания им исторической драмы «Борис Годунов». В дальнейшем стало употребляться для выражения похвалы себе или другому человеку. Может использоваться как фраза целиком, так и только её начало «ай да Пушкин!» или «ай да имярек!».

## История

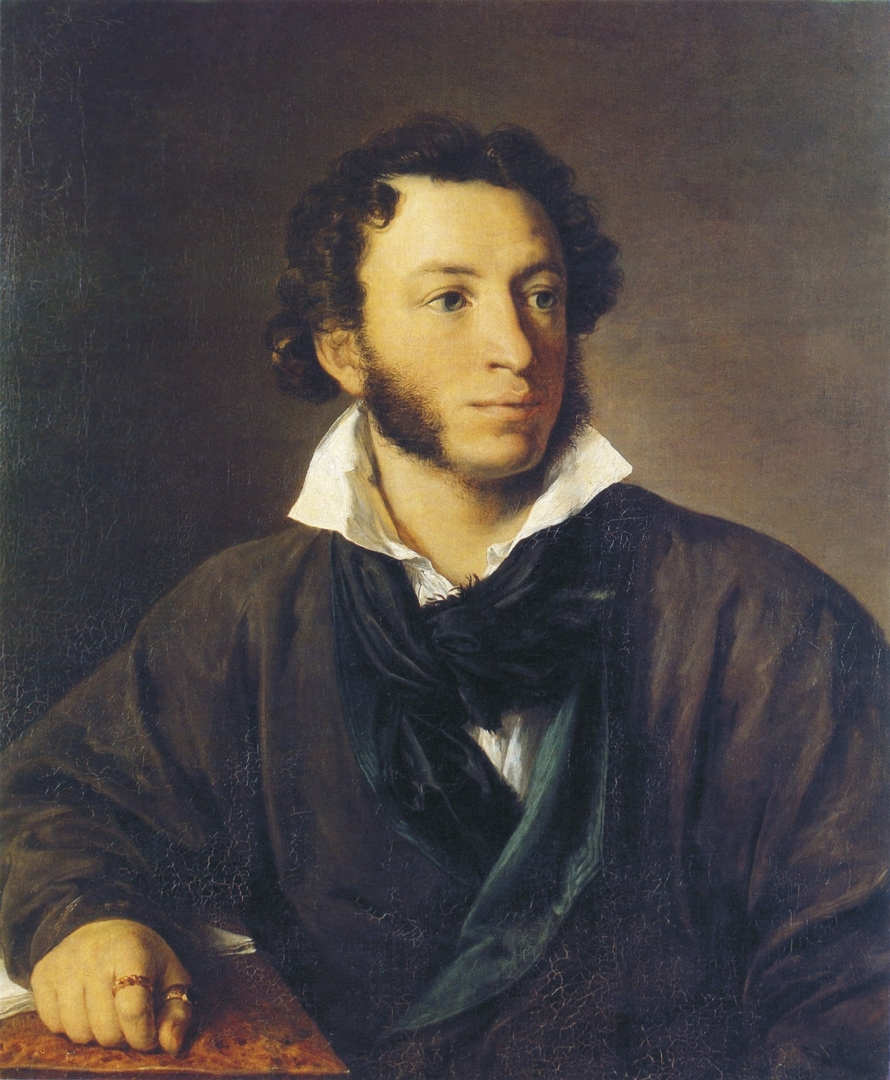
А. С. Пушкин, портрет работы В. А. Тропинина

В 1824 году поэт А. С. Пушкин был сослан в имение своей матери в Михайловское, где провёл около двух лет. Период, про который в автобиографических записках поэт отмечал, что сперва «обрадовался сельской жизни… но всё это нравилось мне не долго», оказался весьма успешным в плане творчества, в ссылке Пушкин создал более сотни произведений. Одной из самой значительных работ этого периода стала историческая трагедия «Борис Годунов».
Трагедия, на которую поэта вдохновило чтение сочинения Н. М. Карамзина «История государства Российского», была написана примерно за год и окончена осенью 1825 года. Около 7 ноября 1825 года А. С. Пушкин отправляет письмо своему другу писателю, критику и историку князю П. А. Вяземскому, с которым к тому моменту состоял в активной переписке (за один только 1825 год А. С. Пушкин отправил П. А. Вяземскому более 15-ти писем, а знакомы они были с 1816 года.

В ноябрьском письме П. А. Вяземскому А. С. Пушкин сообщал, что окончил работу над трагедией «Борис Годунов», и писал:
Трагедия моя кончена; я перечёл её вслух, один, и бил в ладоши и кричал, ай да Пушкин, ай да сукин сын!
После публикации переписки А. С. Пушкина и П. А. Вяземского фраза «ай да Пушкин, ай да сукин сын!» получила широкое распространение и стала использоваться в различных контекстах, никак не связанных с трагедией «Борис Годунов» и самим А. С. Пушкиным.

## Лингвистические особенности
Фраза является классическим примером стилистического приёма, называемого «антифразис», заключающегося в употреблении слов в противоположном значении. В данном случае слова, обычно имеющие негативную коннотацию («сукин сын»), используются для выражения одобрения.
Частица «ай да» традиционно считается разговорной. В Словаре Даля, в частности, приводится присказка «ай да ты, ай да я, ай да барыня моя!» и поговорку «ай да сват! И согрешивши свят. Хоть и сват, да горбат».
А. С. Пушкин, который, как часто отмечается литературоведами, первым соединил народную речь с книжным языком, не раз использовал разговорную частицу «ай да» в письмах и произведениях. Например, в цикле стихотворений «Песни западных славян» есть строка «ай да баба! отделалась славно!», в «Сказке о царе Салтане» Гвидон восклицает «ай да лебедь!», в разбойничьем романе «Дубровский» Кирила Петрович хвалит бумагу с приметами Дубровского словами «ай да бумага!» и т. д.

В восклицании Пушкин называет себя самого по фамилии, что до этого крайне редко делает в переписке. Возможно, интерес к собственной фамилии усилился у поэта в период подготовки и написания трагедии «Борис Годунов». В трагедии действуют сразу два Пушкиных, один из которых, Гаврила Пушкин, — реальное историческое лицо, предок поэта, воевода и сокольничий начала XVII века. В набросках предисловия к трагедии А. С. Пушкин писал:
Нашед в истории одного из предков моих, игравшего важную роль в сию несчастную эпоху, я вывел его на сцену, не думая о щекотливости приличия
Широкому распространению фразы поспособствовала её ритмичность. Сходным ритмически выверенным, но нерифмованным текстом с небольшими прозаическими вставками написана и сама трагедия «Борис Годунов».
Просторечное бранное выражение «сукин сын» на момент написания письма А. С. Пушкина П. А. Вяземскому использовалось как в русском, так и в других языках. Особенно оно было популярно в польском языке (psiakrew — «собачья кровь»), что любопытно, поскольку в Польше происходит часть действия «Бориса Годунова», а многие герои трагедии — поляки.
Авторы испанской книги «Искусство оскорбления» (El Arte del Insulto), рассуждая об отличиях между испанским и французским языками, отмечают, что в обоих языках есть выражение, означающее «сын собаки», но во французском языке оно существенно чаще используется как шутливая похвала («ты только посмотри, как этот сукин сын играет в футбол!»). В этом ключе показательно, что А. С. Пушкин, в совершенстве владевший французским языком, использовал тот же приём в письме П. А. Вяземскому.

## Распространение
Фраза получила широкое распространение, начиная с XX века. Журналист Андрей Борзенко отмечал, что фраза цитируется даже чаще, чем собственно трагедия «Борис Годунов» (хотя в самой трагедии также немало известных цитат: «тяжела ты, шапка Мономаха!», «и мальчики кровавые в глазах», «не мудрствуя лукаво», «речь не мальчика, но мужа», «народ безмолвствует»).
Фраза целиком или её первая часть используется в речи и в текстах для выражения радости от удачно сделанной работы, одобрения принятого решения, как для похвалы себе, так и другому человеку. В этом же контексте часто используется в русскоязычных книгах, как с использованием фамилии Пушкин, так и с заменой слова «Пушкин» на фамилию конкретного персонажа.
В литературе и заголовках СМИ отсылки к восклицанию А. С. Пушкина особенно часто используются с хореическими фамилиями (фамилиями, состоящими из двух слогов, с ударением на первый, так же как в фамилии Пушкин): «ай да Бродский!», «ай да Путин!», «ай да Дзюба!» и т. д.
В нескольких эпизодах анимационного сериала «Смешарики» баран по кличке «Бараш» восклицает: «Ай да „Бараш“, ай да овечий сын!».
В серии «Поэма» мультсериала «Лунтик и его друзья» паук «Шнюк» заканчивает писать поэму и радостно восклицает: «Ай да „Шнюк“, ай да молодец!».
В сериале «Семнадцать мгновений весны» советский разведчик вспоминает про фразу А. С. Пушкина и мысленно хвалит себя словами «ай да Штирлиц!».

После выхода фильма С. Ф. Бондарчука «Борис Годунов» в журнале «Юность» была опубликована дружеская эпиграмма Григория Борисова на режиссёра:
Окончен фильм. И я хочу,

Подпрыгнув, как поэт когда-то,

Воскликнуть: «Ай да Бондарчук!..»

Эх, жалко обрывать цитату!
Во втором сезоне сериала «Гости из прошлого» один из главных героев говорит фразу самому А. С. Пушкину, что становится причиной для дуэли.

## Факты

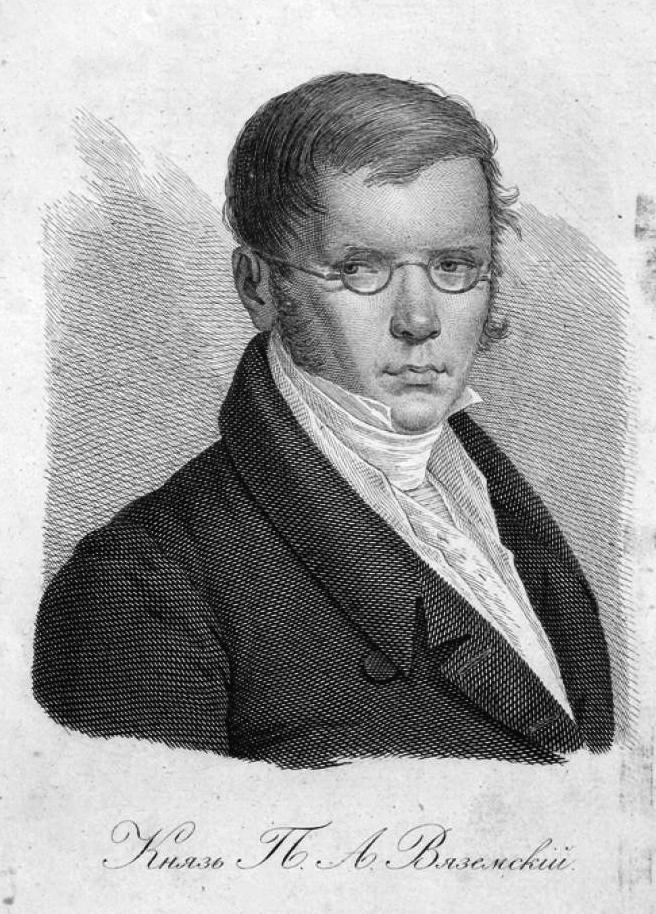
Князь П. А. Вяземский, портрет работы К. Я. Афанасьева, 1825

Почти все собрания писем А. С. Пушкина публикуются с купюрами на месте фривольной лексики. Письмо П. А. Вяземскому с восклицанием «ай да Пушкин!..» также содержит слова «целую тебя в твою поэтическую жопку», а про героиню своей трагедии Марину Мнишек «на Марину у тебя встанет, ибо она — полька, и собою преизрядна».
Дома у писателя В. П. Аксёнова жил спаниель по кличке «Пушкин». Писатель шутил, что может использовать восклицание «ай да Пушкин, ай да сукин сын!» в буквальном смысле, потому что его «Пушкин» действительно сын суки.
В посвящённом А. С. Пушкину стихотворении «Юбилейное» В. В. Маяковский использовал слова «сукин сын», но не по отношению к поэту, а в адрес его убийцы Дантеса.
Во многих исторических текстах приводится список из 16-ти наиболее знатных фамилий, представители которых при Алексее Михайловиче могли поступать напрямую в бояре. В этом списке есть как фамилия Пушкины, так и фамилия Сукины, причём часто они указываются подряд. Весьма вероятно, что с каким-то из вариантов этого списка был знаком и А. С. Пушкин, изучивший при работе над трагедией «Борис Годунов» множество исторических документов.